# Ulica Ludwikowo w Bydgoszczy
Ludwikowo – ulica łącząca Czyżkówko i Jachcice z Bocianowem (i dalej z Fordonem), przez budowę Trasy W-Z podzielona na trzy części. Główna obwodnica centrum Bydgoszczy.

## Przebieg
Ulica Ludwikowo podzielona jest na trzy części - pierwsza część to wspomniana już Trasa W-Z, czyli odcinek od ul. Siedleckiej do ul. Artyleryjskiej tuż za Wiaduktem im. Niepodległości; kolejne dwie części tej ulicy to pozostałości po starym przebiegu ul. Ludwikowo, czyli odcinek od ul. Żeglarskiej do skrzyżowania z ul. Saperów i Andrzeja Kmicica i także odcinek zaczynający się przy cmentarzu przy tejże ulicy i kończący się w okolicach zakładów Pesa.

## Cmentarze
Przy ul. Ludwikowo znajdują się:
- Cmentarz katolicki Najświętszego Serca Jezusa
- Cmentarz Komunalny

## Komunikacja
Przez ulicę Ludwikowo przejeżdżają następujące linie komunikacji autobusowej: 54 i nocna linia 33N.